# Konfederaci barscy
Konfederaci barscy, (fr. Les confédérés de Bar) –  dramat francuski w 5 aktach prozą napisany przez Adama Mickiewicza, powstał w 1836 z przeznaczeniem na scenę paryską. Zachowane akty I i II wydał pośmiertnie syn poety Władysław Mickiewicz w: Drames polonais, Paryż 1867 i Melanges posthumes, S. I, tamże w 1872. Prapremiera polska w przekładzie wierszem Augusta Olizarowskiego wystawiona w Krakowie 1 stycznia 1872. Przekłady prozą m.in. Piotra Chmielowskiego, Józefa Kallenbacha, Jana Kasprowicza i Artura Górskiego.
Sztuka przedstawia epizod konfederacji barskiej z 1772: zdobycie Wawelu przez oddział konfederatów dowodzonych przez francuskiego pułkownika Claude’a Gabriela de Choisy. Mickiewicz swobodnie wprowadza też do akcji dramatu postacie Kazimierza Pułaskiego i ks. Marka Jandołowicza. Osnową tej sztuki jest intryga wokół dwóch postaci: wojewody (sprzyjającego konfederatom) i jego córki – hrabiny, młodzieńczej miłości Pułaskiego. 